# Данжинов, Ринчин-Самбу
Ринчи́н-Самбу́ Данжи́нов (1826—1923)— эмчи-лама (врач-лама), основатель медицинского факультета в Агинском дацане.

## Биография
Ринчин-Самбу родился в 1826 году в семье агинских бурят. Отец его был из рода шарайд.
Пошёл по стопам старшего брата, Лубсан-Доржи Данжинова, выбрав путь буддийского монаха. Братья начали служить в Агинском дацане, основанном в 1811 году. Младшего брата больше привлекала тибетская медицина. У старших эмчи-лам он начал учиться секретам врачевания, ставить диагноз по пульсу руки, изготавливать лекарства из трав.
Учеником он оказался талантливым и к зрелым годам уже превзошёл своих учителей. К 43 годам Ринчин-Самбу приобрёл славу компетентного врача среди агинцев. Врач пользовался большим уважением у пациентов: он мог излечивать самые сложные заболевания, используя лекарства растительного, животного и минерального происхождения, в приготовлении которых бурятский доктор считался непревзойденным знатоком.
В то время травы для приготовления препаратов привозились непосредственно из Тибета. Путь туда и обратно был долгим и опасным. Поэтому эндемичных тибетских трав остро не хватало. Ринчин-Самбу начал исследования с целью заменить растения из Тибета на те, что произрастают в Забайкалье. Данжинов создал рецептуру из местных растений, которые по лечебной эффективности не уступали тибетским.
Другая его заслуга в том, что он в 1884 году стал основателем медицинского факультета в Агинском дацане. Ринчин-Самбу проделал огромную работу по организации учебного процесса, набору и обучению студентов.
На факультете велась не только преподавательская деятельность. Здесь врачи занимались научной работой, писали свои собственные медицинские труды, делали переводы тибетских врачебных книг и комментарии к ним. Коллективом эмчи-лам был внесён большой вклад в разработку терминологии традиционной медицинской науки.
Составленные ими тибетско-монгольские словари медицинских терминов не потеряли актуальности и в XXI веке. К концу XIX века авторитет медицинского факультета Агинского дацана был неоспорим. В этом есть огромная заслуга Ринчин-Самбу Данжинова.
В 1895 году в Агинском дацане построен Манба-дуган, его настоятелем становится Ринчин-Самбу Данжинов.
Сфера научных интересов Данжинова не ограничивалась только медициной. Также он обладал обширными знаниями в области таких сложных научных дисциплин, как астрономия и астрология. Бурятский этнограф Генин-Дарма Нацов писал о нём:

«Он занимался не только лечением, но и умел предсказывать. Местное население обращалось к нему за консультациями и советами, по просьбе верующих Р. Данжинов составлял персональные гороскопы, учитывая расположение небесных тел на небе в определённый период. Гороскопы служили хорошим ориентиром в деле поддержания гармонии в повседневной жизни, совместимости супругов, определения количества и времени рождения детей, прогнозирования благоприятных дней для проведения ритуалов. Особое внимание уделялось медицинской астрологии: традиционные врачи, как правило, специализировались в этой отрасли астрологических знаний. Здесь главную роль играли совместимость врача и пациента, указание времени приёма лекарств и проведения ритуалов, направленных на скорейшее выздоровление. Тибетская астрология и медицина являются по существу двумя разделами (внешним и внутренним) одного единого учения о недвойственной по своей окончательной природе вселенной»— 
Учёный-востоковед Цыбен Жамцарано в 1905 году встретился с эмчи-ламой Ринчин-Самбу Данжиновым и написал о нём:

…виделся со старцем эмчи-ламой Данжиновым, замечательным человеком. Монах идеальный, один из самых лучших медиков, самый стойкий и умный радетель за благо всех и каждого, почти единственный лама, ратующий за просвещение мирян и в особенности женщин. Его средствами и под редакцией вышло много хороших книг. В некоторых общинах он основал религиозно-просветительские хуралы. Я во всём Забайкалье и Урге не видывал такого святого монаха…— 

## Наследие
Традиции, заложенные прославленным бурятским эмчи-ламой Ринчином-Самбу Данжиновым в наши дни продолжает вновь возрождённая Агинская Буддийская Академия. На факультете тибетской медицины Академии изучается богатое наследие тибетских, монгольских и бурятских эмчи-лам. Здесь ведётся преподавание методов тибетского врачевания и современные медицинские дисциплины.
В настоящее время в учебном процессе широко используются инновационные методы и современные технологии обучения.